# Place Graslin
La place Graslin est l'une des principales voie de Nantes, en France, dont le monument le plus marquant est le théâtre Graslin.

## Situation et accès
Située dans le Centre-ville de Nantes la place Graslin est en forme d'un rectangle accolé à un hémicycle dont l'arrondi est orienté vers le Sud. Elle est desservie par huit artères : les rues Crébillon, Molière, Corneille, Racine, Voltaire, Piron, Regnard et Jean-Jacques-Rousseau.
La place est entièrement piétonne et en grande partie pavée.
Sur son côté nord se trouve le théâtre Graslin ; au sud de la place se situe la brasserie La Cigale.

## Origine du nom
Elle rend hommage au promoteur Jean-Joseph-Louis Graslin, receveur général des fermes du royaume. 

## Historique

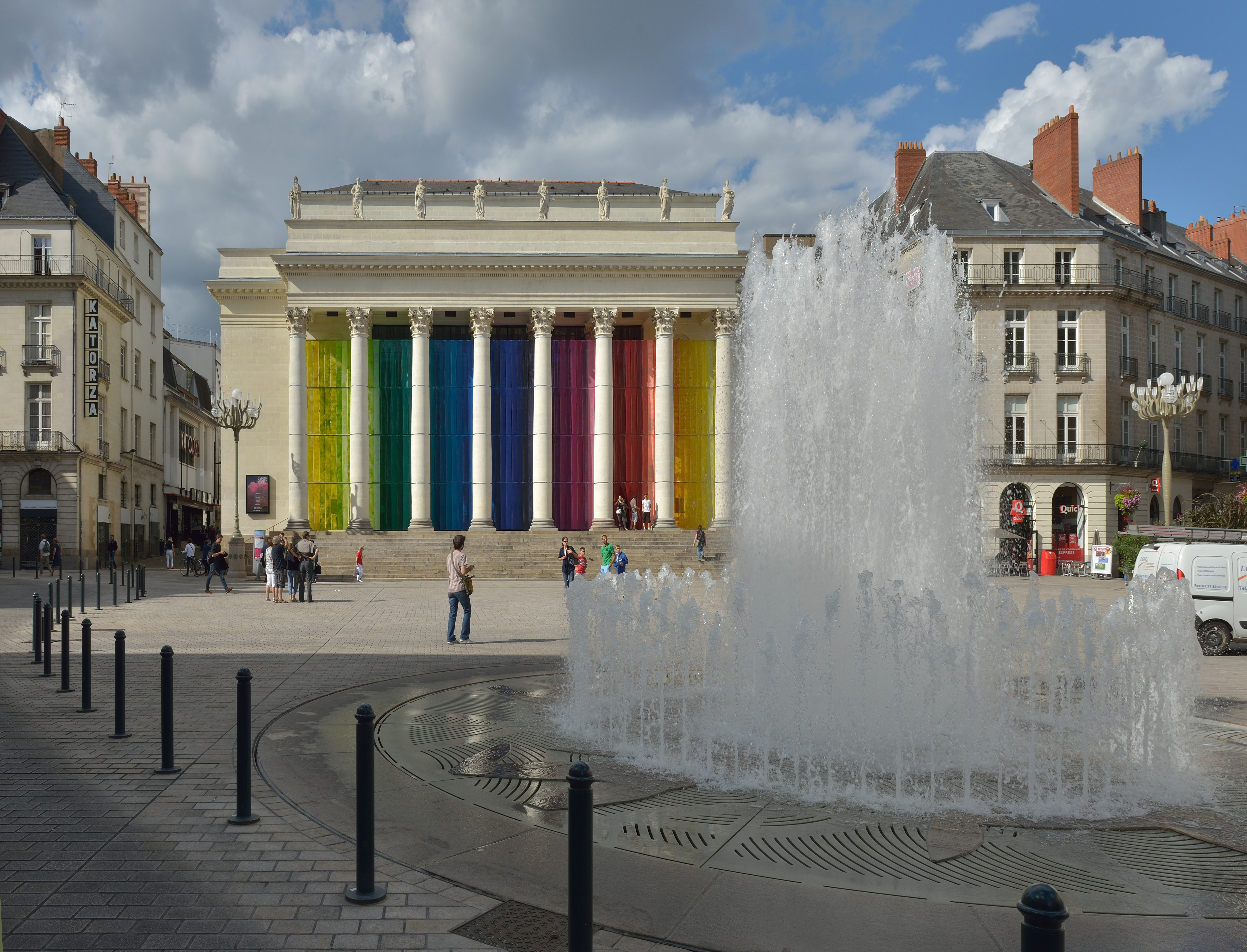
La place Graslin.

À partir de 1777, Jean-Joseph-Louis Graslin, receveur général des fermes du royaume, achète de vastes terrains à l’Ouest de la ville, sur ce qui n'était jusque-là qu'une butte rocheuse faiblement peuplée. Il décide d'y réaliser une opération immobilière.
La municipalité de Nantes, conduite alors par Jean-Baptiste Gellée de Prémion, étant réticente, Graslin emporte son adhésion en faisant don à la ville des terrains nécessaires aux rues et places, en prenant en charge les travaux de nivellement nécessaires, et en prêtant à faible taux d'intérêt à la collectivité l'argent destiné aux travaux de voirie.
Graslin étudie son plan initial avec l'architecte-voyer Jean-Baptiste Ceineray, avec lequel il a de bons rapports. La place centrale du quartier est envisagée comme un grand carrefour d'où partiraient trois rues, l'une vers le quai de la Fosse, une autre vers l'actuelle rue du Calvaire, la troisième vers l'actuelle place Royale. À partir de 1780, Mathurin Crucy remplace Ceineray. Les rapports de Crucy et Graslin sont tendus, ce qui rend difficile l'avancée du projet. De plus, la décision ayant été prise de construire un théâtre donnant sur la place, le plan est à revoir entièrement.
Alors que la place n'est encore qu'un projet, le bureau de ville décide, le 22 septembre 1780, que la nouvelle esplanade doit recevoir le nom de « place Graslin ». Mathurin Crucy semble être le seul à avoir proposé le nom de « place de la Comédie »

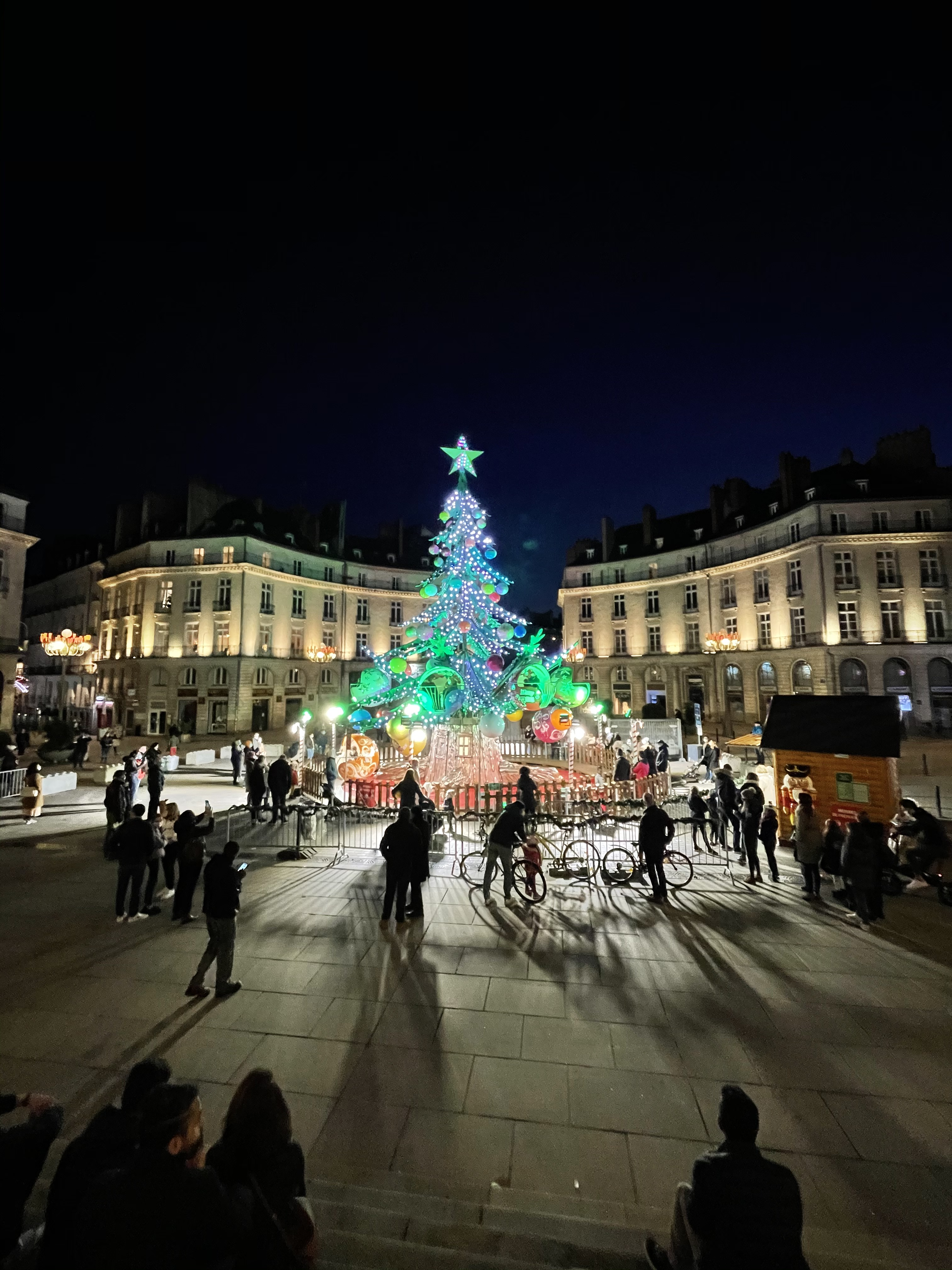
Les façades illuminées de la place Graslin lors de Noël 2020.

En 1783, Mathurin Crucy présente un plan sur lequel la place est rectangulaire, le théâtre figurant sur le plus grand côté. Graslin se fait aider par l'architecte Robert II Seheult pour établir le plan d'une place en hémicycle inspirée de la place de l'Odéon à Paris. Chacun tenant à son plan, Graslin et Crucy se brouillent, et ne communiquent plus directement.
Conçu par l'architecte nantais Mathurin Crucy, le plan d’ensemble révèle la volonté de mise en scène : le théâtre domine une place en hémicycle, les façades identiques forment les premières loges d’un véritable « théâtre urbain ».
Ce quartier devient vite attrayant et la bourgeoisie s’y installe, notamment sur le cours Cambronne tout proche.
En 1790, Mathurin Crucy présente un projet de statue de la Liberté dont le socle porterait les noms des volontaires militaires de Nantes, initiateurs de l'idée auprès de l'architecte, et qui se proposent en contributeurs du monument. Le projet n'est pas mis en œuvre.
En 1818, Pierre Michelet, père de Charles Monselet ouvre un « cabinet de lecture » au « numéro 16 de la rue Dauphine, à l'angle de la place Graslin » (la rue Dauphine est l'ancien nom de la rue Jean-Jacques-Rousseau). Ce salon est fréquenté par Ange Guépin, Victor Mangin père et fils, Émile Souvestre, entre autres. C'est dans cet immeuble que naît, en 1825, Charles Monselet. Ce dernier relate que, dans ses jeunes années, il pouvait observer quotidiennement des saltimbanques se produisant sur la place Graslin, et qu'on y voyait aussi des montreurs d'ours ou des écuyers de cirque faire des démonstrations.

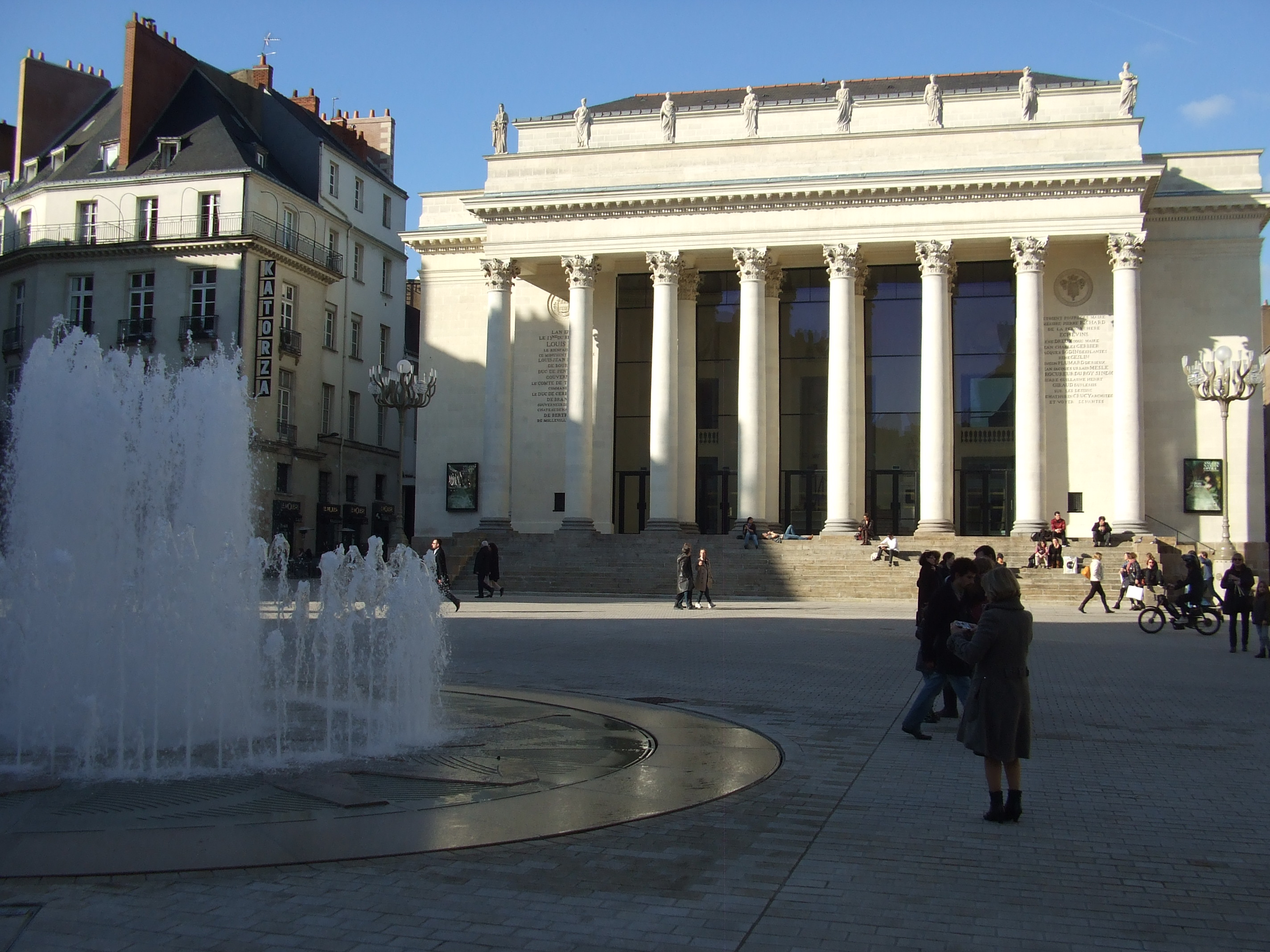
La place Graslin avec la fontaine et le théâtre éponyme.

En 1852, la place est une des premières voies nantaises à être équipées de lanternes alimentées au gaz.
La Cigale, qui est une des plus belles brasseries de France dans le style « art nouveau », fait face au théâtre, a été inaugurée le 1er avril 1895. C'est un lieu très fréquenté par les comédiens à la sortie du théâtre. Ainsi, le comédien Jean-Louis Trintignant a dit de cette brasserie qu'elle était selon lui « sans doute la plus belle brasserie du monde ».
En 1960, la place sert de décor extérieur lors du tournage du film Lola (1961) de Jacques Demy,.
En octobre 2012, la mairie de Nantes a entamé des travaux d'une durée d'un an, qui visent à en faire une place partiellement piétonnière. À cette occasion, le théâtre a été entièrement ravalé et bénéficie d'un éclairage à LED, tout comme les immeubles qui la bordent. Légèrement creusé afin d'augmenter les perspectives, la place, inaugurée le 5 décembre 2013, accueille une fontaine en son centre, tandis que des candélabres de 8 mètres de haut, imitant les lustres du théâtre, et seize vasques mobiles contenant des plantes, l'encadrent. À terme, le projet prévu par la municipalité est de la rendre intégralement piétonne dans les années à venir.

## Bâtiments remarquables et lieux de mémoire

### Le théâtre

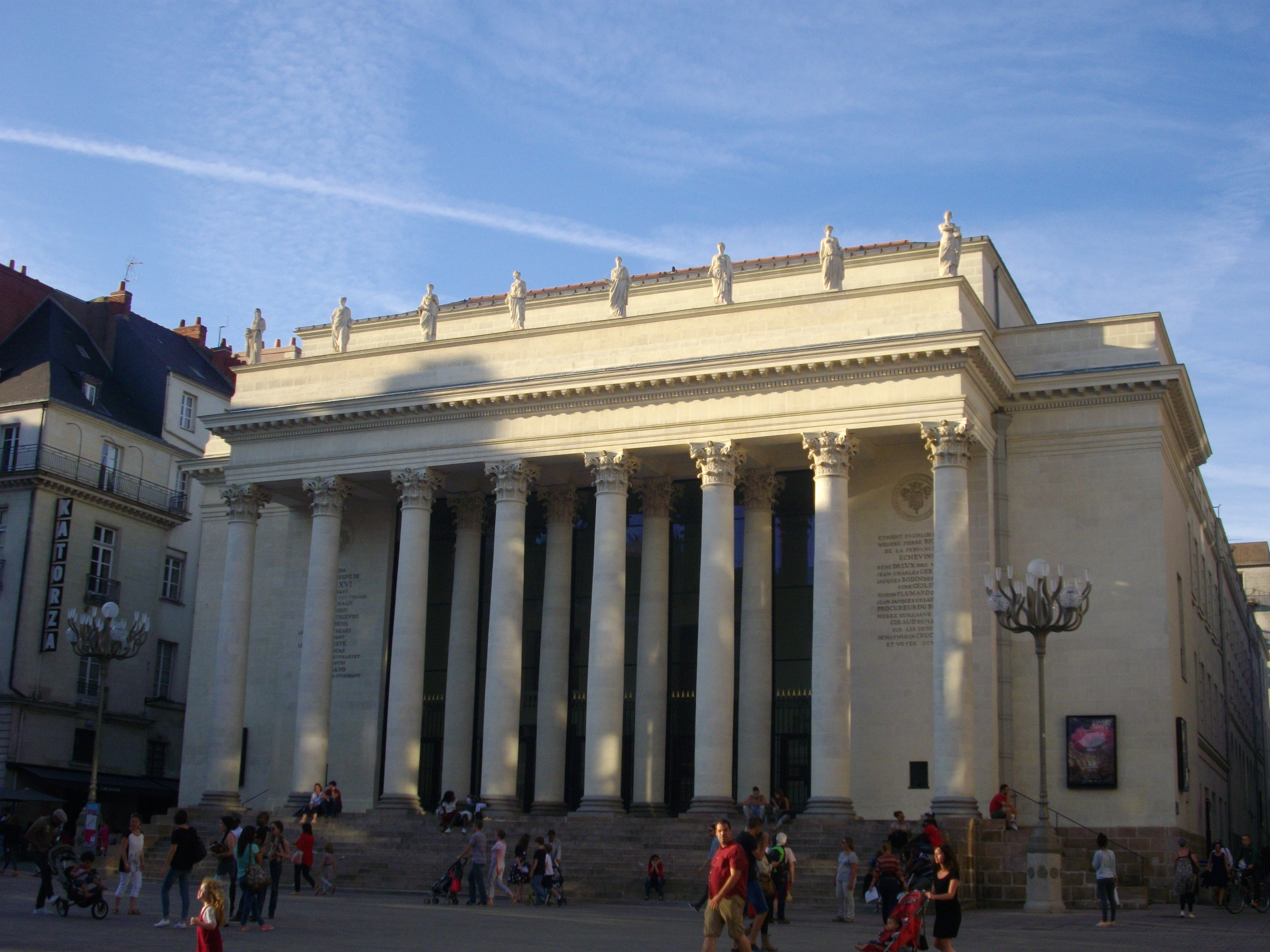
Façade du théâtre Graslin.

Il a été construit en 1788, sur les plans de Mathurin Crucy. Douze marches mènent au vestibule, tandis que huit colonnes corinthiennes supportent le fronton.
Ravagé par un incendie en 1796, ce n'est qu'après la visite de l'empereur Napoléon Ier, en 1808, que le théâtre est reconstruit. Cette opération est menée à partir de 1811, toujours sous la conduite de Crucy. Un peu plus tard, pendant la période de la Seconde Restauration, le sculpteur Dominique Molknecht réalise les huit muses de style antique surplombant chaque colonne, ainsi que des statues de Molière et Corneille donnant sur l'escalier d'honneur, visibles depuis la place.

### BrasserieLa Cigale

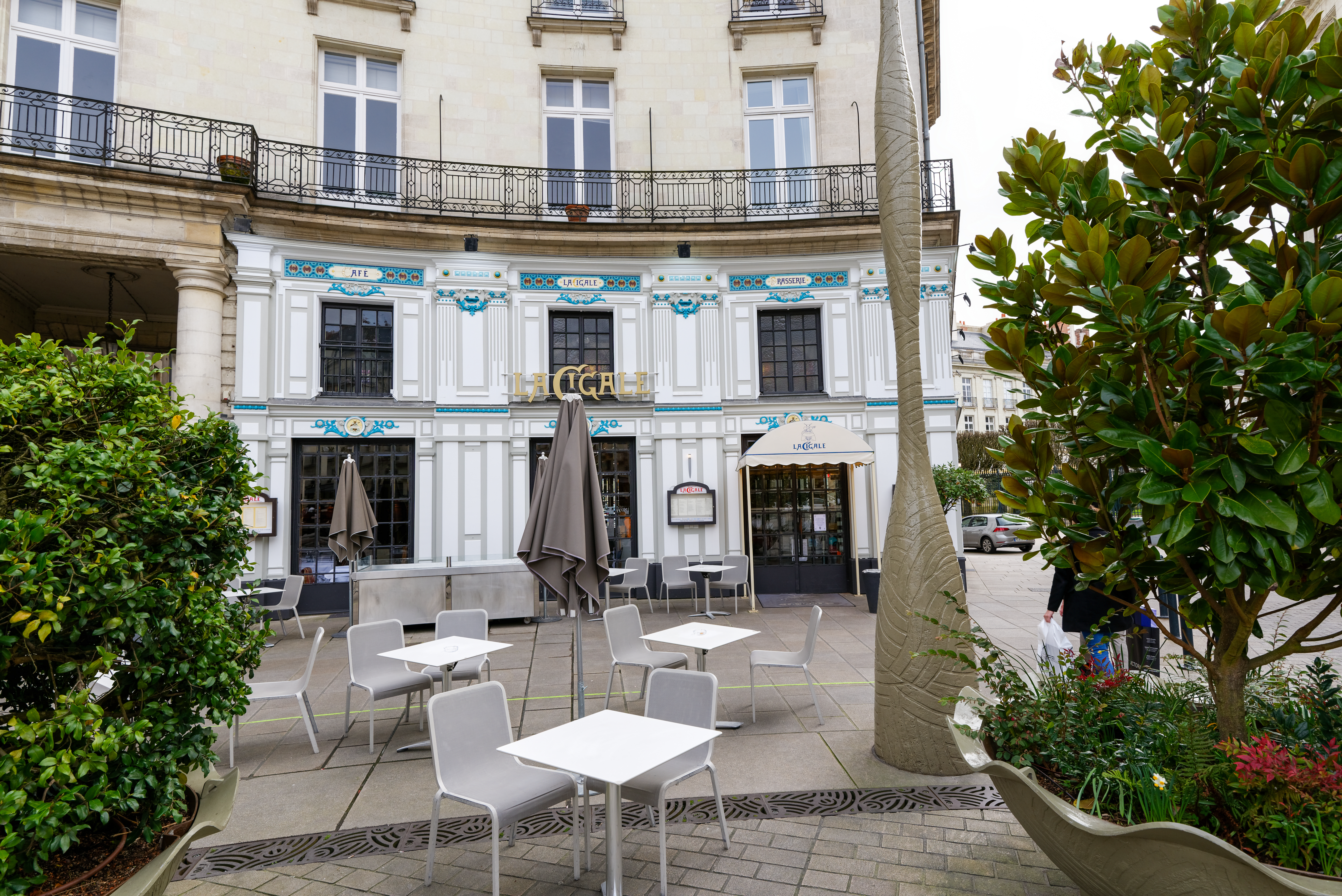
Façade de La Cigale.

La Cigale, célèbre brasserie de style « art nouveau », faisant face au théâtre, est inaugurée le 1er avril 1895. Elle est l’œuvre de l'architecte céramiste nantais Émile Libaudière et fut classée monument historique en 1964.

### AncienHôtel Henri-IVpuisHôtel de France
Au no 2, l'immeuble occupant l'angle entre les rues Voltaire et Racine a abrité un « hôtel garni », deuxième bâtiment de prestige que Graslin a réussi à implanter sur la place (après le théâtre). Baptisé tout d'abord « hôtel Henri-IV », ancien nom du cours Cambronne voisin, il a ensuite été dénommé « hôtel de France » (à ne pas confondre avec l'hôtel du même nom qui lui a succédé, au no 24 de la rue Crébillon). Arthur Young, en 1787, note « Je doute qu'il y ait en Europe plus belle auberge que l'hôtel Henri-IV », et Stendhal, en 1837, estime que c'est « un hôtel magnifique ».
Fin janvier 1832, l'ancien roi du Portugal sous le nom de Pierre IV et ancien empereur du Brésil sous le nom de Pierre Ier, appelé par la presse d'époque « don Pedro », en route vers Le Palais à Belle-Île-en-Mer, où il doit prendre le commandement d'une expédition navale à destination de l'île de Terceira aux Açores, bastion des Constitutionnels, afin de pouvoir rétablir sa fille Marie II sur le trône portugais, fait une halte à Nantes, où il loge à l'hôtel de France.

### Ancien siège de la Compagnie générale transatlantique
Au no 3 de la place, face au théâtre, l'immeuble présente, au-dessus de son entrée, un bas-relief représentant des bouées, des ancres et des cordages enchevêtrés. Ce bâtiment est l'ancien siège de la Compagnie générale transatlantique, créée en 1861, à la suite de la « Compagnie générale maritime » fondée par les frères Pereire en 1855. Après avoir établi son siège nantais au no 92 du quai de la Fosse en 1911, l'entreprise s'installe place Graslin après la Seconde Guerre mondiale. Elle cesse son activité en 1970.

### Monuments historiques
Trois immeubles de l'esplanade sont inscrits au titre des monuments historiques.
| Monument                     | Adresse                      | Coordonnées                        | Notice         | Protection | Date | Illustration                 |
| ---------------------------- | ---------------------------- | ---------------------------------- | -------------- | ---------- | ---- | ---------------------------- |
| Théâtre Graslin              | Place Graslin                | 47° 12′ 49″ nord, 1° 33′ 44″ ouest | « PA00108760 » | Inscrit    | 1998 | Théâtre Graslin              |
| La Cigale                    | Place Graslin                | 47° 12′ 46″ nord, 1° 33′ 43″ ouest | « PA00108653 » | Classé     | 1964 | La Cigale                    |
| Immeuble sur cours Cambronne | 3 place Graslin 11 rue Piron | 47° 12′ 46″ nord, 1° 33′ 45″ ouest | « PA00108697 » | Inscrit    | 1949 | Immeuble sur cours Cambronne |

Place Graslin en 2008
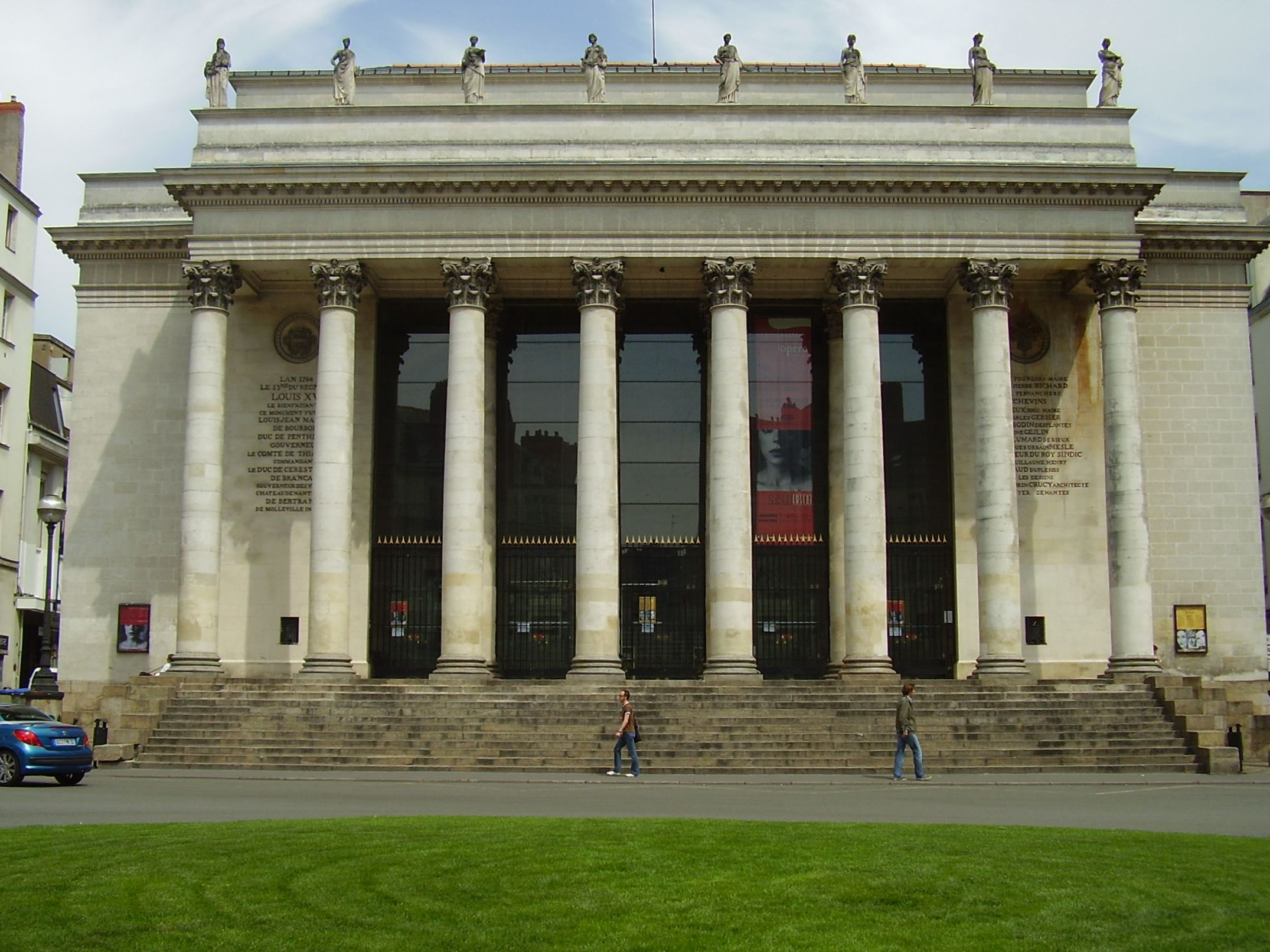
Le théâtre Graslin, avant les travaux de réaménagement de la place.
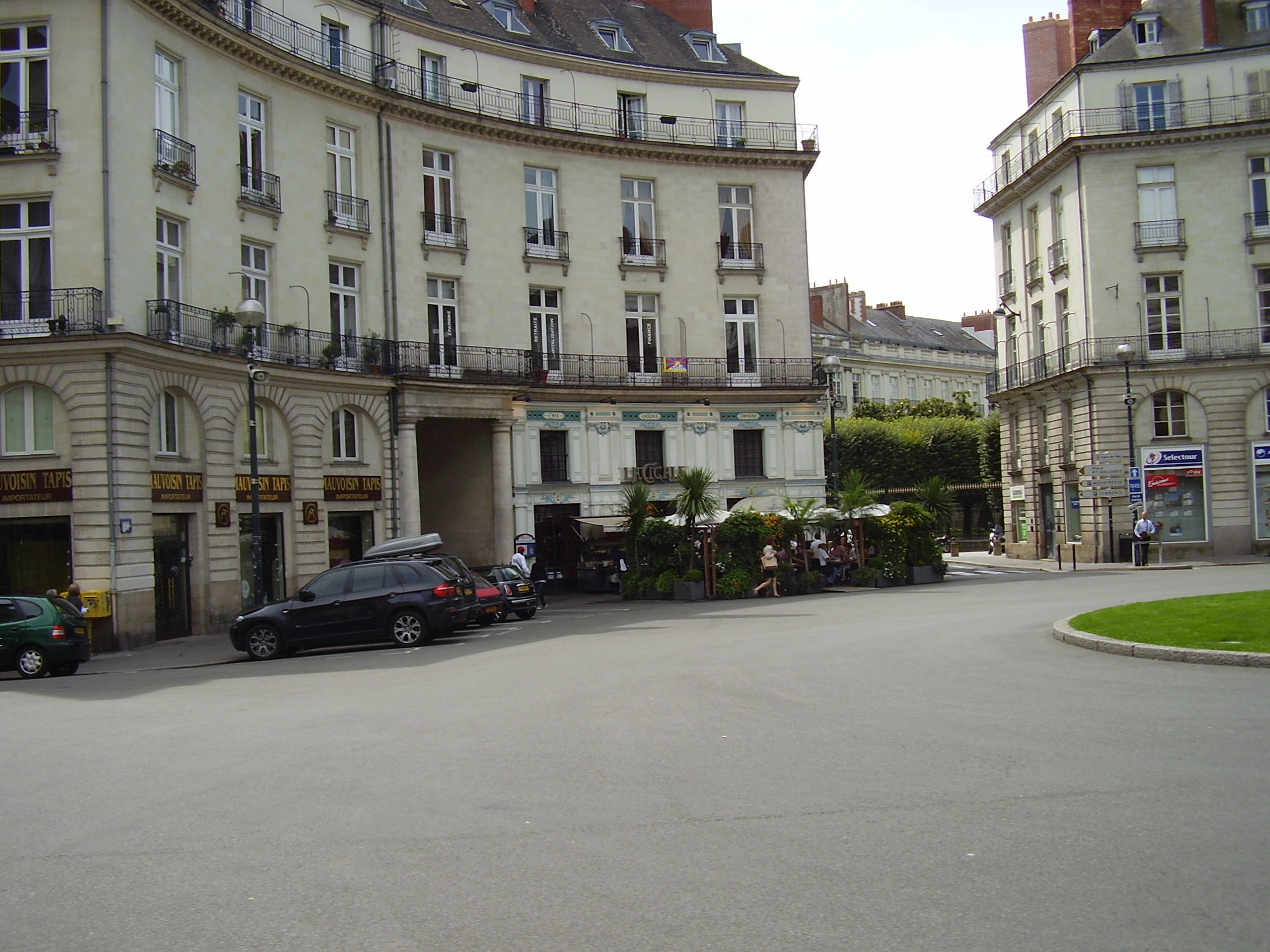
Vue partielle de la place avec la brasserie La Cigale et, au fond, le cours Cambronne.
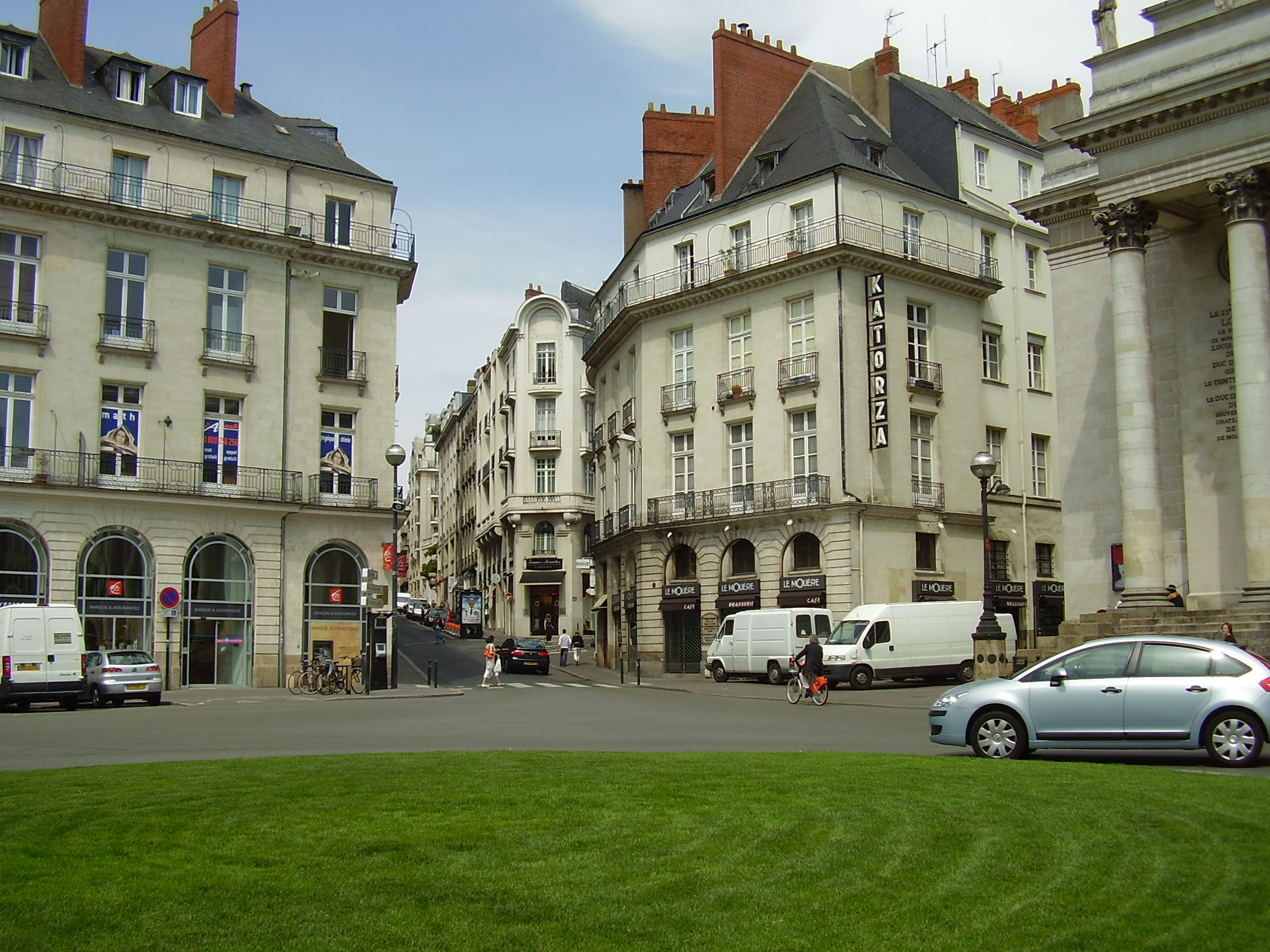
Place Graslin, le théâtre et le café le Molière.

Place Graslin en 2014
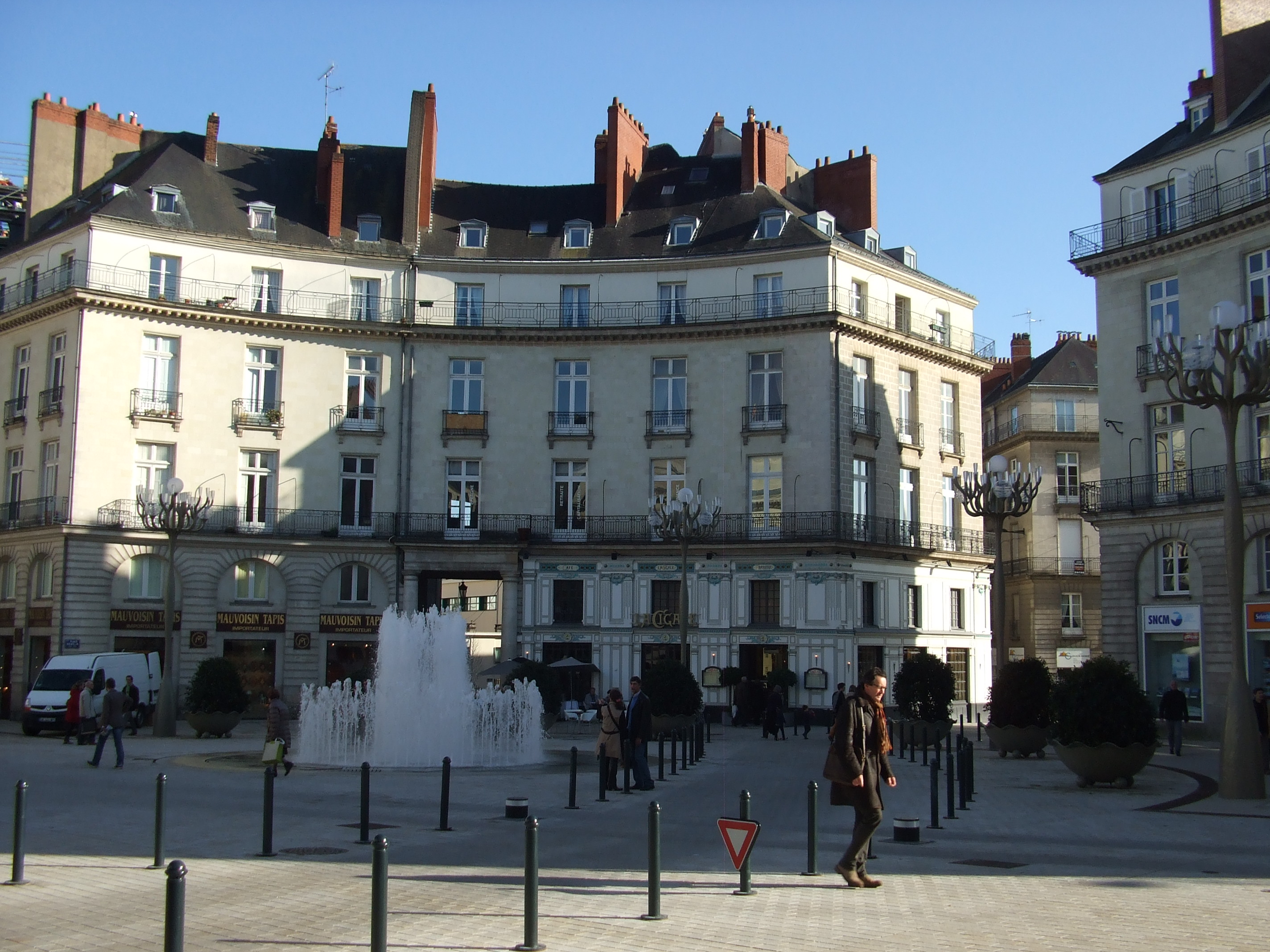
Vue partielle de la place avec la brasserie La Cigale et la fontaine.
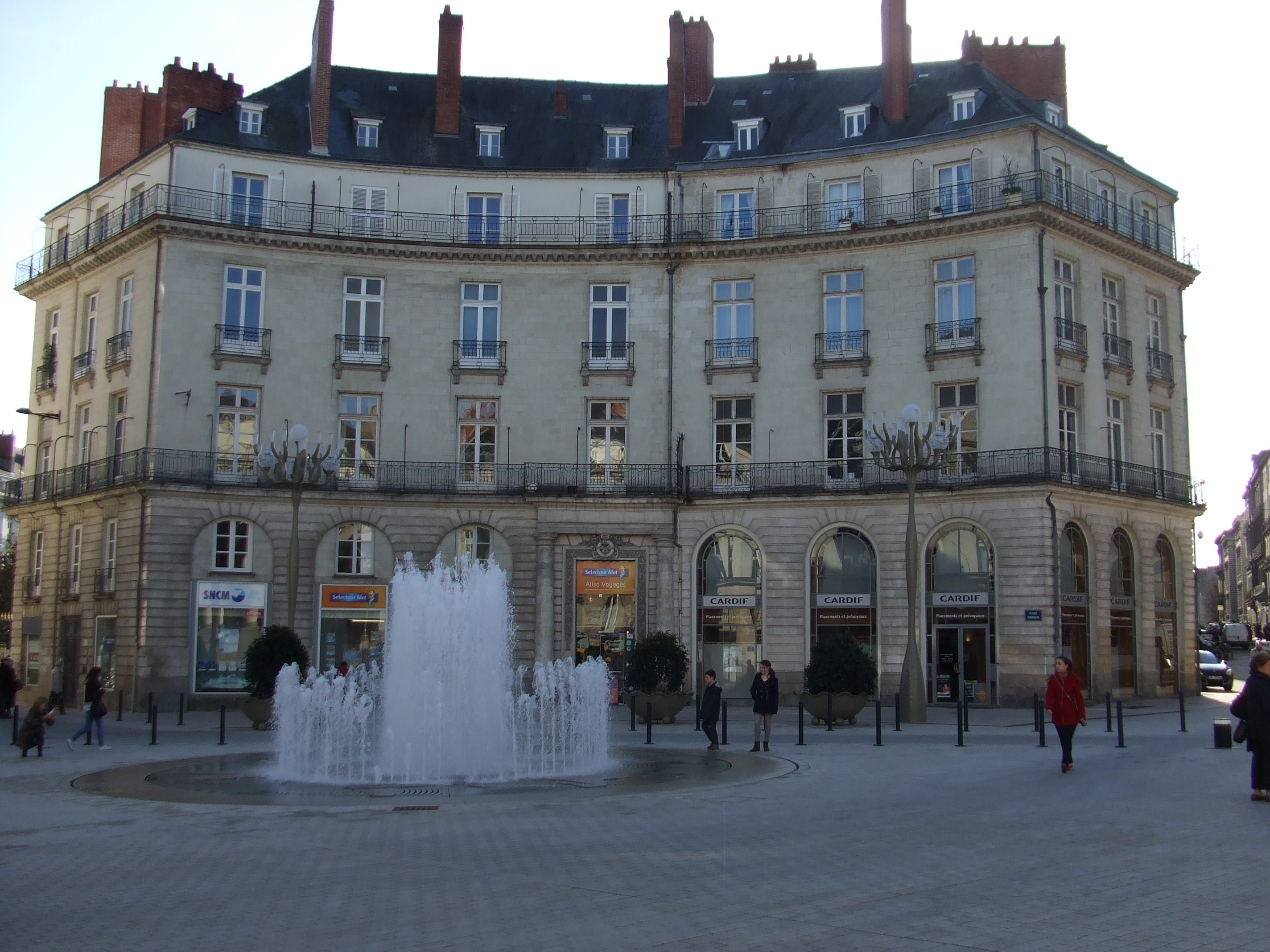
Place Graslin, l'ancien siège de la Compagnie générale transatlantique.

Place Graslin en 2019
Vue panoramique de la place Graslin.
Vue panoramique de la place Graslin.